# Mistrzostwa Świata w Aerobiku 2004
Mistrzostwa świata w aerobiku 2004 odbyły się w Sofii w dniach 3-5 lipca 2004. Była to 8. edycja mistrzostw.

## Rezultaty

### Kobiety indywidualnie
| Pozycja | Gimnastyczka    | Narodowość    | Pkt    |
| ------- | --------------- | ------------- | ------ |
|         | Angela McMllian | Nowa Zelandia | 19.850 |
|         | Giovanna Lecis  | Włochy        | 19.400 |
|         | Mihaela Pohoata | Rumunia       | 19.400 |

### Mężczyźni indywidualnie
| Poz. | Gimnastyk            | Narodowość | Pkt    |
| ---- | -------------------- | ---------- | ------ |
|      | Grégory Alcan        | Francja    | 20.100 |
|      | Remus Nicolai        | Rumunia    | 19.550 |
|      | Sergiej Konstantinow | Rosja      | 19.400 |

### Pary mieszane
| Poz. | Gimnastycy                         | Narodowość | Pkt    |
| ---- | ---------------------------------- | ---------- | ------ |
|      | Galina Lazarowa & Marian Kołew     | Bułgaria   | 19.780 |
|      | Alba de las Heras & Jonatan Canada | Hiszpania  | 19.750 |
|      | Izabela Lacatus & Remus Nicolai    | Rumunia    | 19.700 |

### Tria
| Poz. | Gimnastycy                                                | Narodowość | Pkt.   |
| ---- | --------------------------------------------------------- | ---------- | ------ |
|      | Marina Lopez, Marcela Lopez & Cibele Rosito Oliani        | Brazylia   | 20.624 |
|      | Raluca Elena Babaligea, Madalina Cioveie & Aurelia Ciurea | Rumunia    | 20.400 |
|      | Cristina Marin, Daniela Nicolai & Mirela Rusu             | Rumunia    | 19.641 |

### Wielobój drużynowo
| Poz. | Gimnastycy                                                                                             | Państwo | Pkt    |
| ---- | --- | ------- | ------ |
|      | Madalina Cioveie, Aurelia Ciurea, Cristina Marin, Daniela Nicolai, Mihaela Pohoata, Mirela Rusu        | Rumunia | 20.382 |
|      | Paweł Griszin, Aleksander Golenko, Maria Mamontowa, Natalia Morgunowa, Danila Szohin, Inna Soldatienko | Rosja   | 19.600 |
|      | Ao Jinping, He Shijian, Qin Yong, Tang Hongbin, Yan Song, Yu Wei                                       | Chiny   | 19.600 |

## Tabela medalowa
| Miejsce | Państwo       | Złoto | Srebro | Brąz | Razem |
| ------- | ------------- | ----- | ------ | ---- | ----- |
| 1       | Rumunia       | 1     | 2      | 3    | 6     |
| 2       | Rosja         | 0     | 1      | 1    | 2     |
| 3       | Brazylia      | 1     | 0      | 0    | 1     |
| 3       | Bułgaria      | 1     | 0      | 0    | 1     |
| 3       | Francja       | 1     | 0      | 0    | 1     |
| 3       | Nowa Zelandia | 1     | 0      | 0    | 1     |